# Dissidentengesetz
Ein Dissidentengesetz war im 19. Jahrhundert ein Gesetz, das den Austritt aus einer Religionsgemeinschaft erlaubte, ohne dass man einer anderen Religionsgemeinschaft beitrat, wobei man also konfessionslos wurde.

## Geschichte
In der zweiten Hälfte des 19. Jahrhunderts setzte sich der Begriff Dissident für Menschen ohne Zugehörigkeit zu einer anerkannten Religionsgemeinschaft durch.
Die während der Revolutionen 1848/1849 erhobenen Märzforderungen umfassten auch die Religionsfreiheit als Teil der Menschenrechte. In der Folge wurde die Religionsfreiheit auch in die Grundrechte des deutschen Volkes und viele Verfassungen aufgenommen. Die Debatte um die Religionsfreiheit drehte sich primär um die Rolle der Staatskirchen und die Abschaffung der Benachteiligungen von Andersgläubigen sowie die Schaffung der Zivilehe, um das Problem der Mischehen zu lösen. Die Vorstellung, keiner Religionsgemeinschaft mehr angehören zu dürfen, war nicht verbreitet.
Das preußische Religionspatent vom 30. März 1847 regelte erstmals ausdrücklich den Kirchenaustritt ohne den Beitritt in eine andere Kirche. Dies war aber eher dem vorgesehenen Prozess geschuldet als dem expliziten politischen Willen. § 17 regelte, dass der Kirchenaustritt persönlich vor dem Richter erfolgen müsse. Vier Wochen später musste die Erklärung in gleicher Weise wiederholt werden, dann war der Kirchenaustritt erfolgt. Der Gesetzgeber ging wie selbstverständlich davon aus, dass nach dem Austritt der Eintritt in eine andere Kirche erfolgte. Aber um für die Übergangszeit zwischen Austritt und Eintritt Rechtssicherheit zu schaffen, regelte § 16, dass die Vorschriften der Verordnung auch auf diejenigen anzuwenden seien (allerdings ohne die sonst vorgesehenen der jeweiligen Kirche), die aus der Kirche ausgetreten waren, aber noch keiner neuen anerkannten Religionsgemeinschaft beigetreten waren. Damit war formal die Möglichkeit geschaffen, frei von jeder Religionsgemeinschaft zu sein. Mit dem preußischen Gesetz, betreffend den Austritt aus der Kirche vom 14. Mai 1873 wurde das Recht auf Konfessionslosigkeit uneingeschränkt gewährt und dies in der Weimarer Republik mit dem Gesetz, betreffend den Austritt aus den Religionsgesellschaften öffentlichen Rechts vom 30. November 1920 bestätigt.
In Sachsen beschloss der Landtag am 24. Februar 1870 das Dissidentengesetz, welches am 20. Juni 1870 vom König gegengezeichnet und in Kraft gesetzt wurde. Es schuf ein Civilstandsregister für Menschen, die keiner anerkannten Religionsgemeinschaft angehörten.
In den 1870er und 1880er Jahren folgten Dissidentengesetze rasch in verschiedenen (aber nicht allen) Staaten, so in Württemberg 1872 und in Braunschweig 1873.

## Quantitative Bedeutung
Von der Möglichkeit, aus der Kirche auszutreten, wurde zunächst wenig Gebrauch gemacht. Im Fürstentum Reuß älterer Linie war z. B. die Möglichkeit seit dem Dissidentengesetz von 1875 geschaffen worden. In den offiziellen Volkszählungen wurden 1890: 9, 1895: 0; 1900: 1; 1905: 4 Personen ohne Konfessionszugehörigkeit aufgeführt. Erst im 20. Jahrhundert stieg die Zahl der Konfessionslosen an und betrug in Reuß ä.L. 1910 dann 74 Personen, also etwa 0,1 % der Bevölkerung.